# Mòng biển Địa Trung Hải

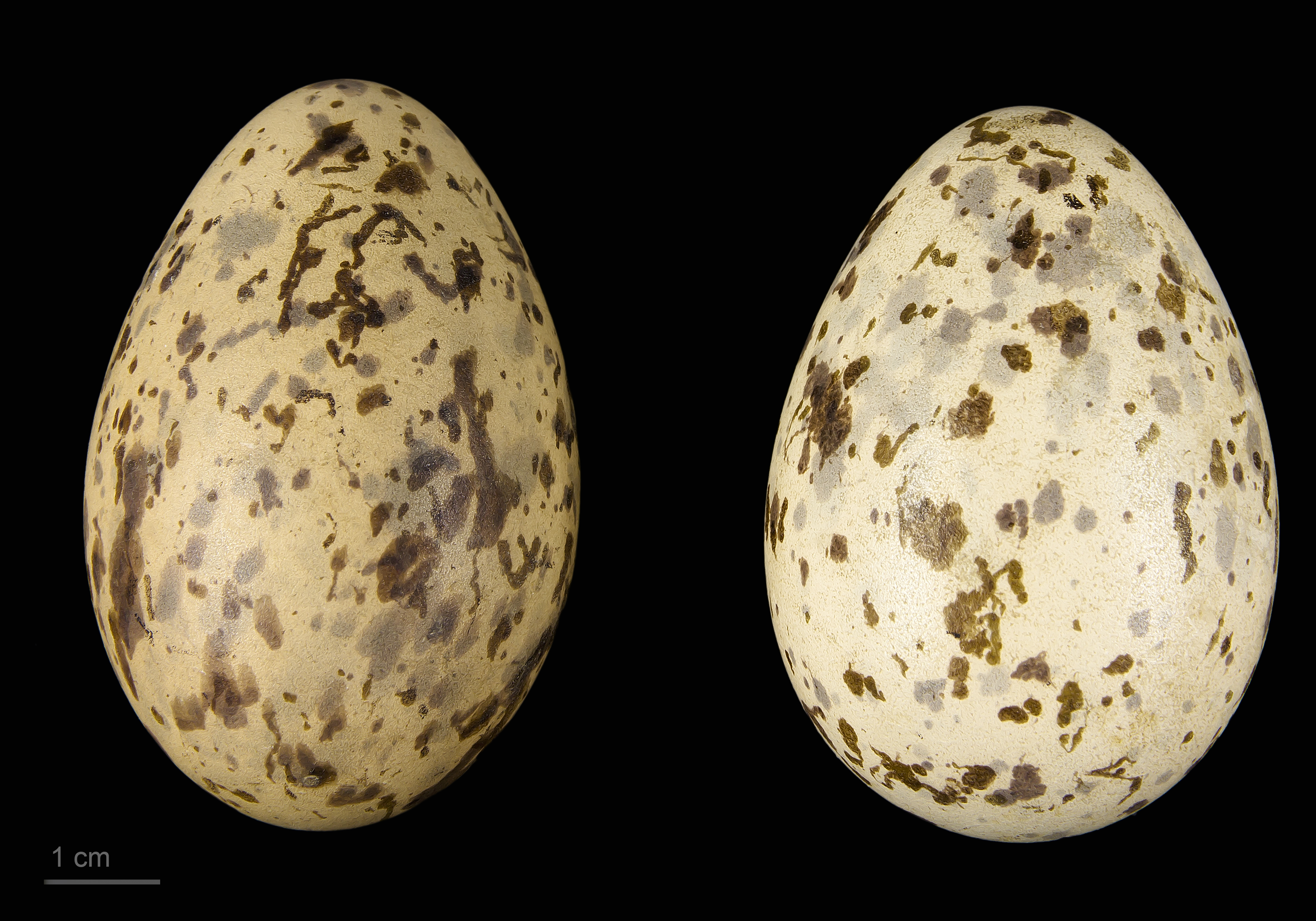
Ichthyaetus melanocephalus

Ichthyaetus melanocephalus là một loài chim trong họ Laridae.